# کسیو
کِـسیو (اسپانیایی: Quesillo‎؛ ‏ تلفظ اسپانیایی: [keˈsiʎo]؛ معنای تحت‌اللفظی: «پنیر کوچک») به خوراکی‌های مختلفی در آشپزی آمریکای لاتین، آشپزی اسپانیایی و آشپزی فیلیپینی گفته می‌شود که بر حسب منطقه، با مواد مختلفی تهیه می‌شود.

## آرژانتین

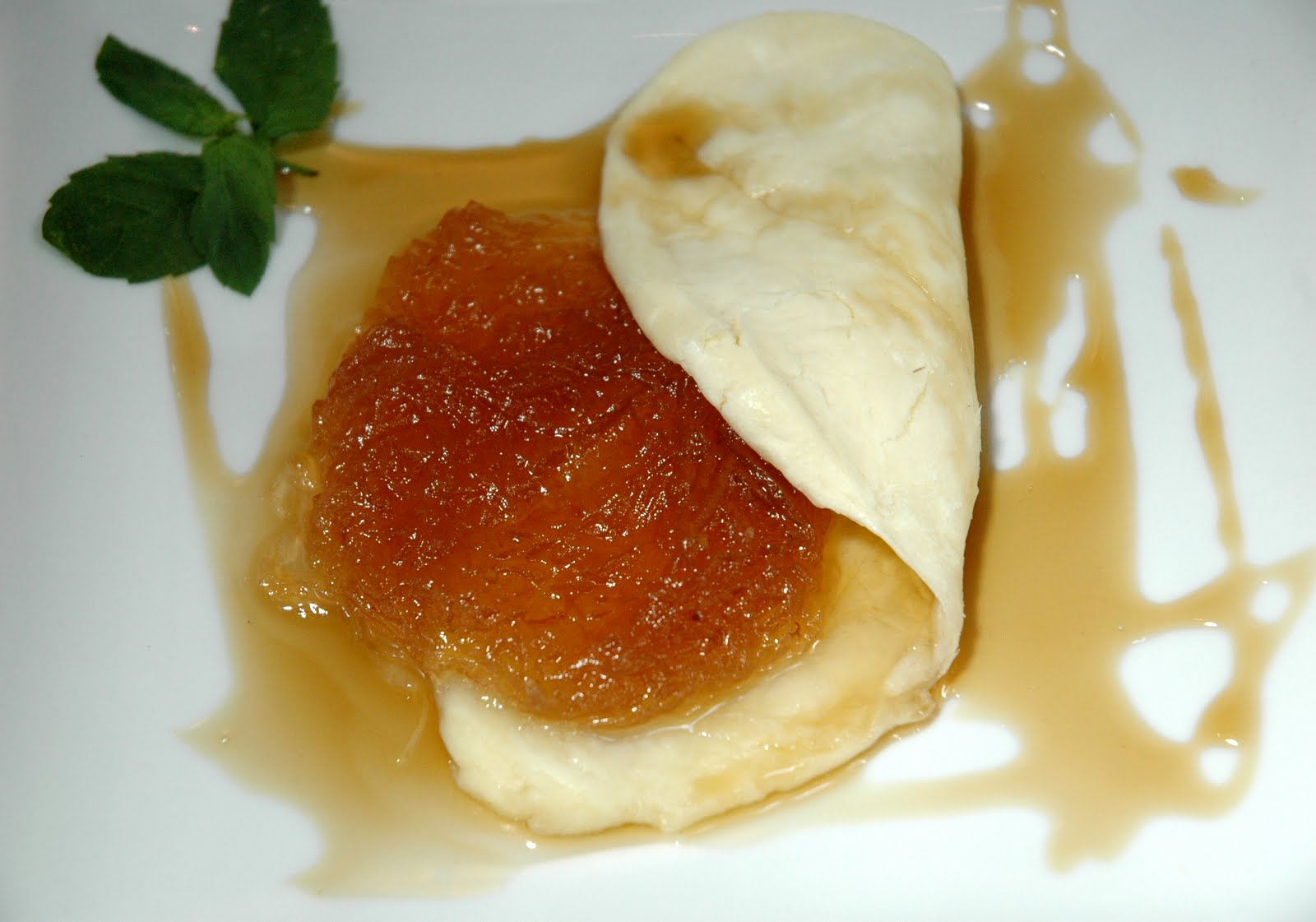
کِـسیوی پرشده با نوعی مربای شیرین از منطقۀ سالتا در آرژانتین

در این کشور، کِـسیو متعلق به دره‌های کالچاکی و سالتا است و با شیر گاو یا بز تهیه می‌شود.

## بولیوی و شیلی
در شیلی و بولیوی مقصود از کِـسیو، نوعی پنیر کوچک تُرد است که از شیر گاو، پپسین و نوعی مخمر ساخته می‌شود و متعلق به درهٔ کوچابامبا است.

## جزایر قناری (اسپانیا)
در جزایر قناری اسپانیا، کِـسیو نوعی دسر است که با کرم کارامل، تخم مرغ و شیر غلیظ شیرین تهیه می‌شود.

## کلمبیا
در کلمبیا کِـسیو نوعی پنیر خامه‌ای غلیظ است که درون یک برگ چنار پیچیده شده‌است و خاستگاه آن بخش تولیما و به‌ویژه شهر گوآمو است.

## جمهوری دومینیکن
در جمهوری دومینیکن نیز کِـسیو نوعی دسر است که با کرم کارامل، تخم مرغ و شیر غلیظ شیرین تهیه می‌شود.

## مکزیک
کِـسیو در مکزیک، نوعی پنیر رشته‌ای است که به صورت گلوله‌ای (همانند کلاف کاموا) و در اندازه‌های گوناگون فروخته می‌شود.

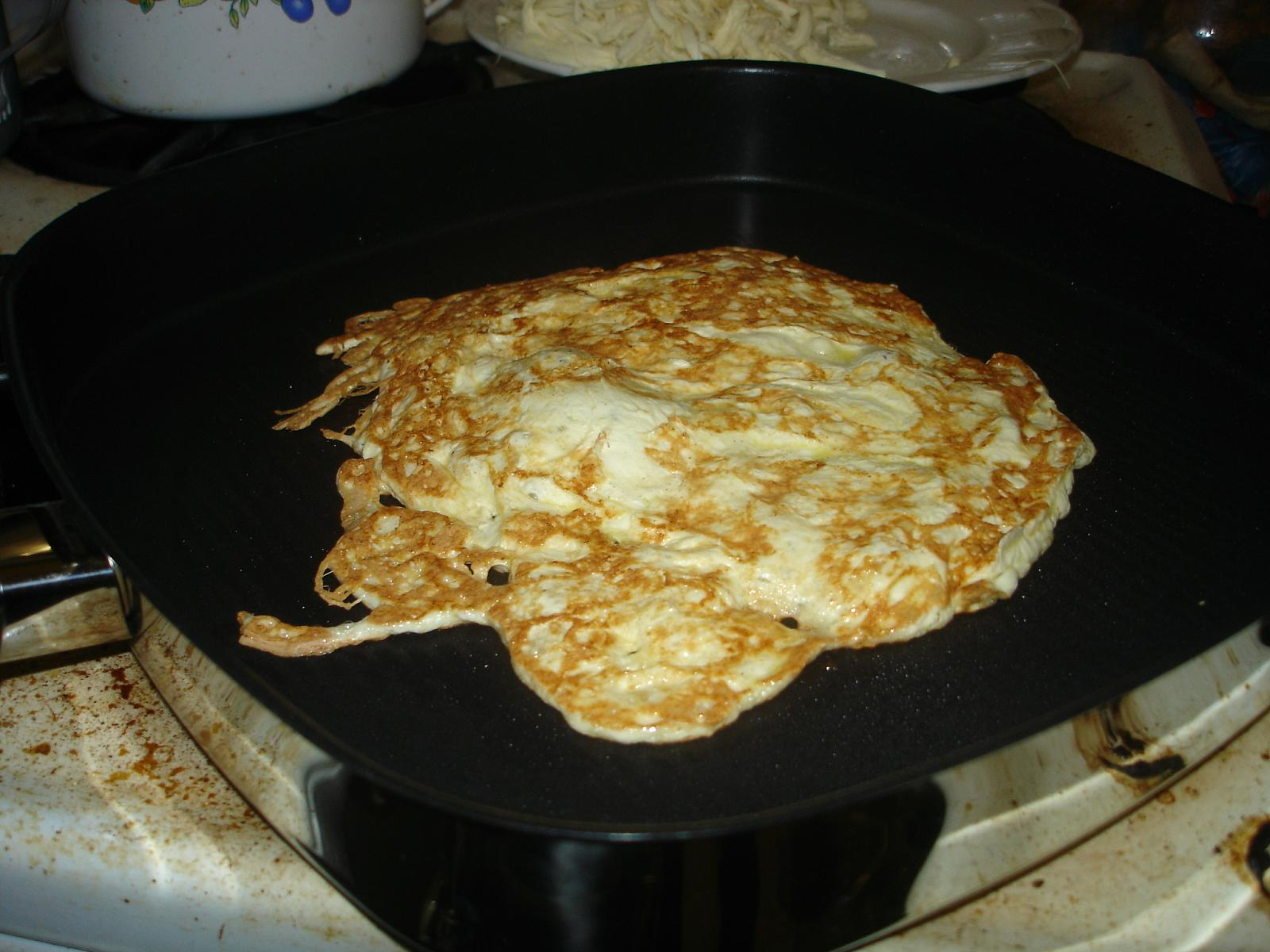
کِـسیوی واهاکان کباب‌شده
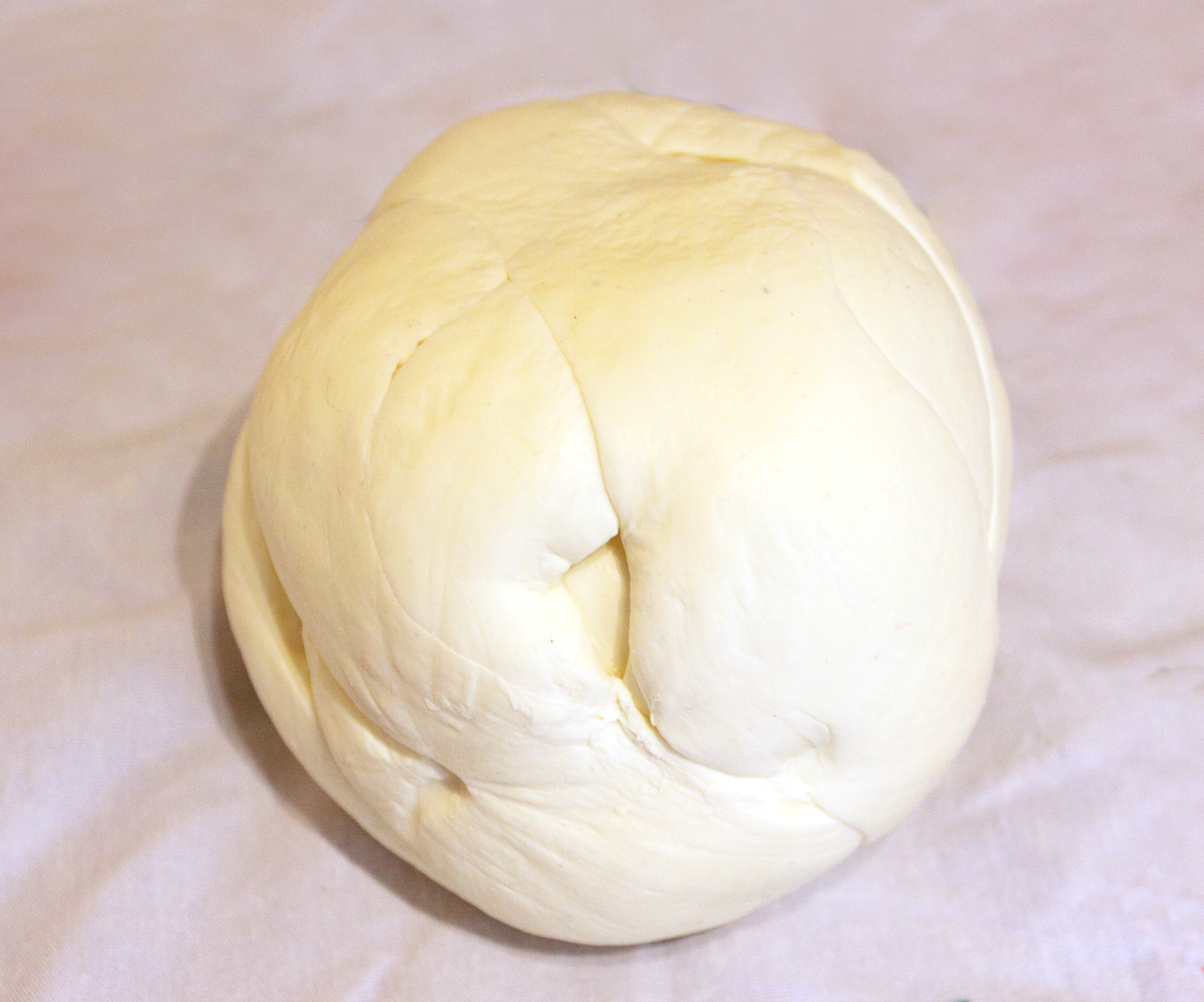
گلوله‌ای از کِـسیو واهاکان
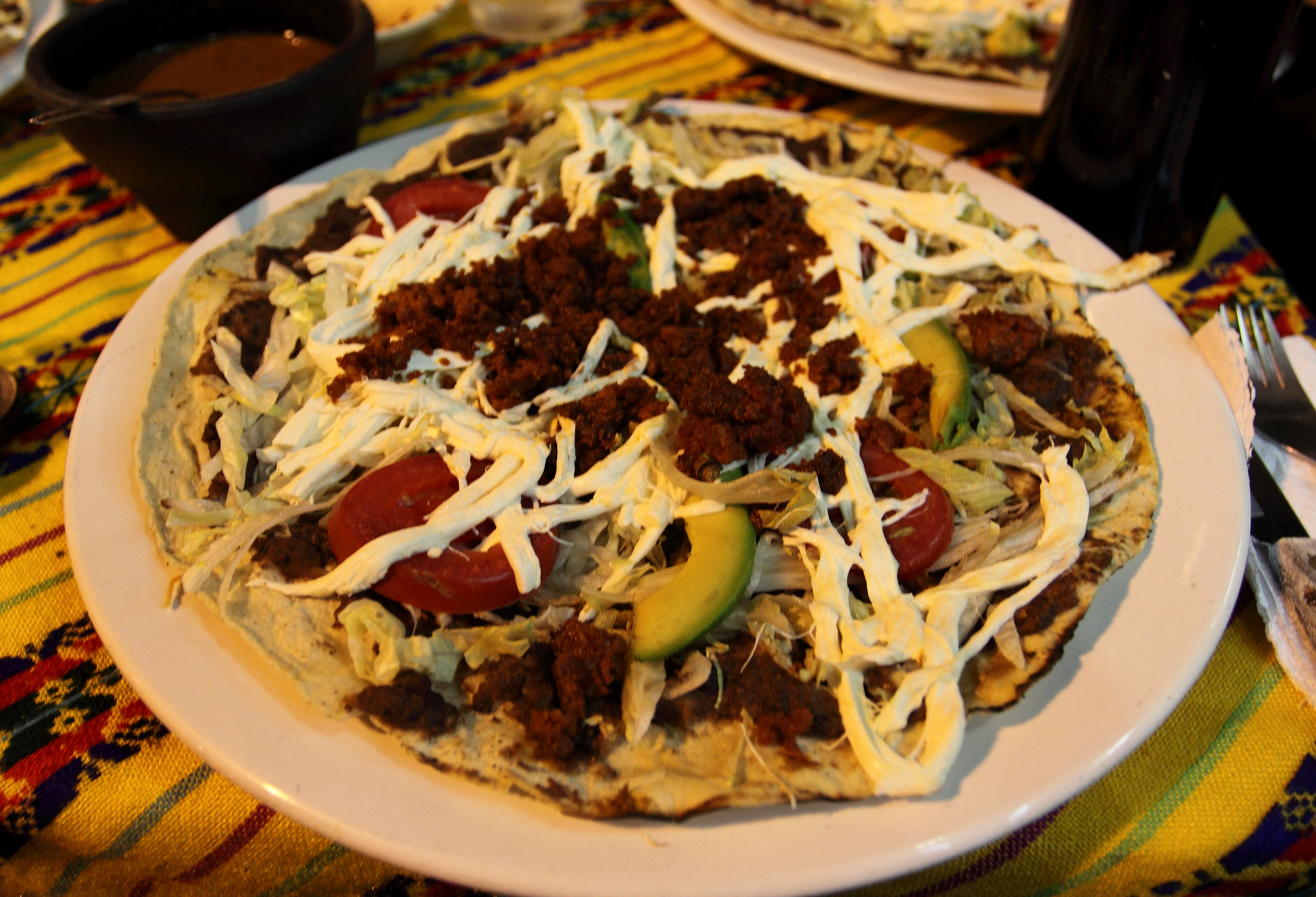
یک تلایودا که رویش کِـسیو ریخته‌اند

## نیکاراگوئه

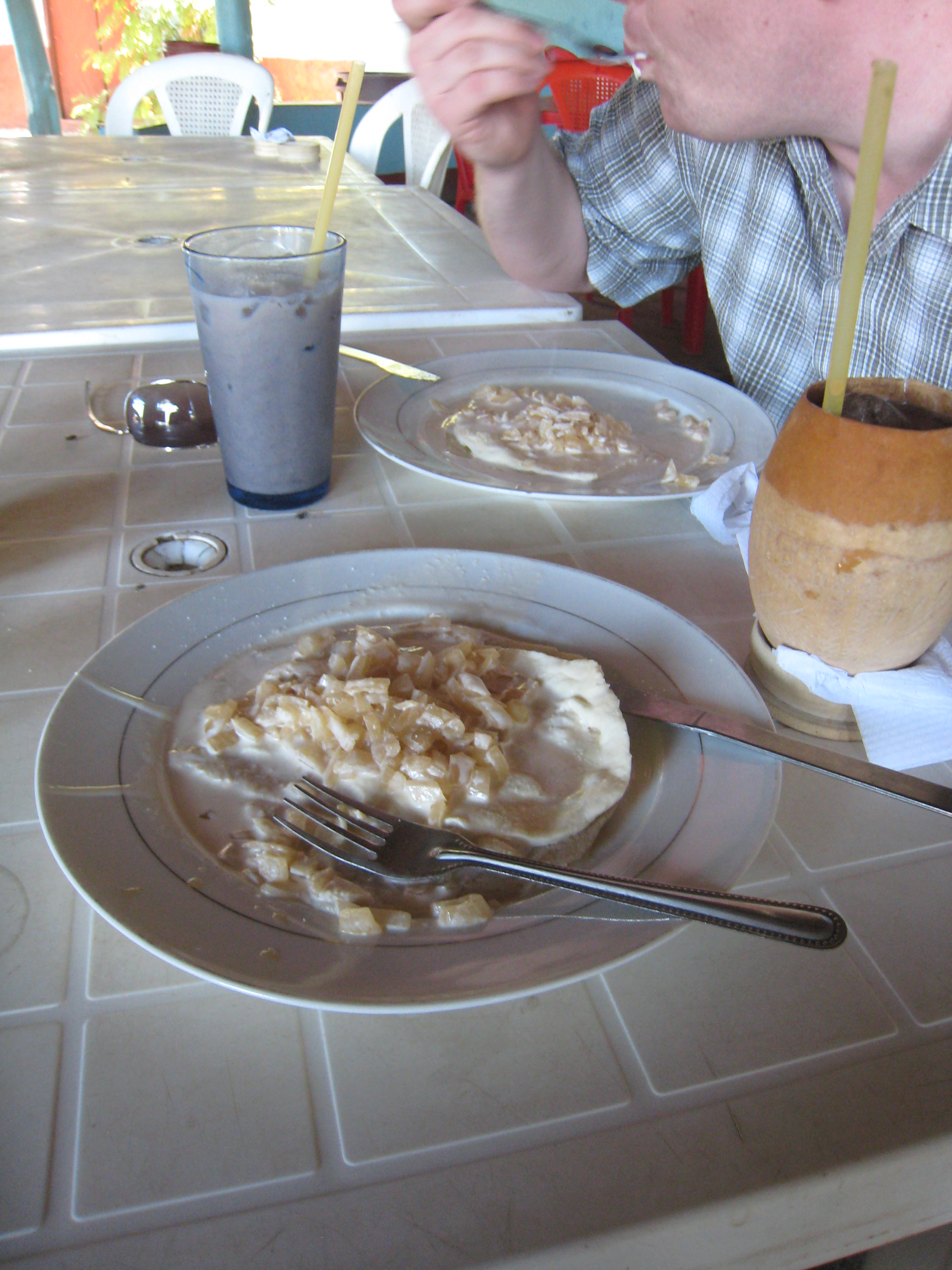
کِـسیوی نیکاراگوئه‌ای

در نیکاراگوئه، کِـسیو به غذایی گفته می‌شود که معمولاً با پیچاندن یک تورتیای ضخیم به دور پنیری نرم (با همان نام و قوام مشابه پنیر موتزارلا)، پیاز ترشی، سس خامه ترش یا پنیر مایع و سرکه تهیه می‌شود و خاستگاه آن بخش لئون است.

## پرو
در پرو، کِـسیو به نان‌های کوچک پنیری اشاره دارد. این پنیر معمولاً توسط تولیدکنندگان کوچک خانگی تهیه می‌شود و توسط زنان در خیابان‌ها و بازارها و مغازه‌های کوچک به فروش می‌رسد. این شکل از پنیر به ویژه در مناطق آند برای پخت انواع خورش و سوپ استفاده می‌شود.

## فیلیپین
در فیلیپین کِـسیو به انواع پنیرهای نرم، سفید و کهنه‌نشده گفته می‌شود که از شیر بز یا کارابائو با سرکه، آب مرکبات و گاهی پنیرمایه درست می‌شود. در این کشور، بر حسب نواحی مختلف، نام‌های گوناگونی برای پنیر وجود دارد، از جمله کِـسونگ پوتی، کِـسیلیو (یا کاسیلیو) و همچنین کِـسئو (کسیسِـیو).

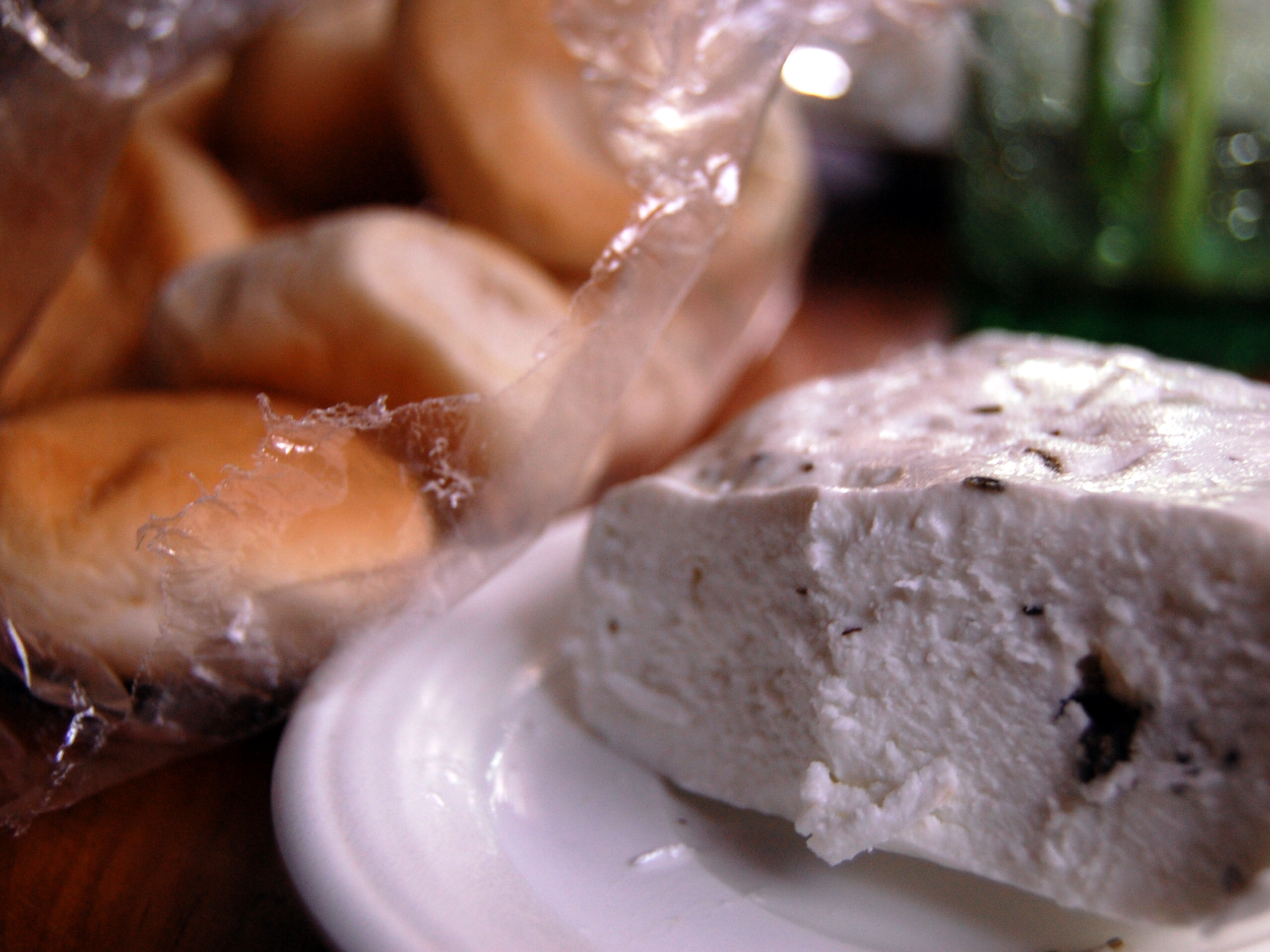
کِـسونگ پوتی، کِـسیلیوی مردم تاگالوگ
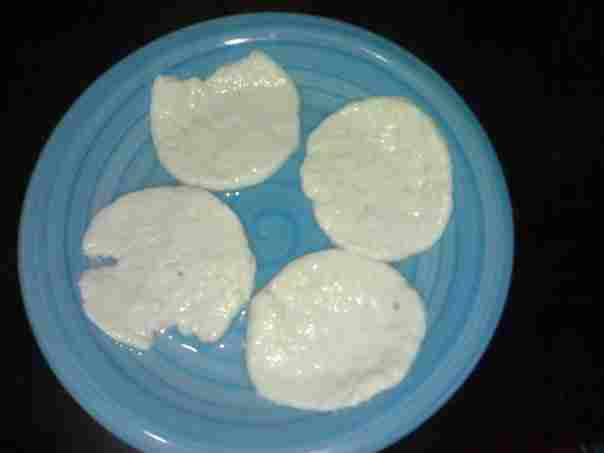
کِـسیوی سیبو

## ونزوئلا

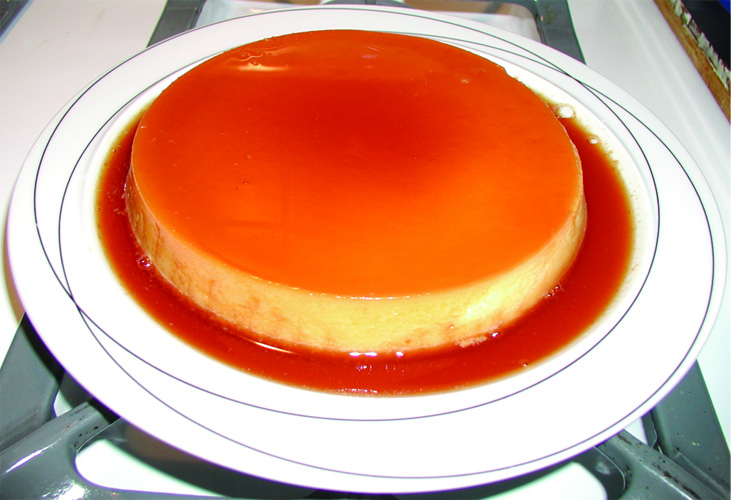
کِـسیوی ونزوئلایی

در کشور ونزوئلا کِـسیو به نوعی دسر گفته می‌شود که با تخم مرغ، شیر غلیظ و شکر کاراملیزه تهیه می‌شود. کِـسیو ونزوئلایی شباهت زیادی به کرم کارامل و «کیک میوه» فرانسوی-اسپانیایی دارد. در دستور پخت اولیه و اصلی کِـسیو ونزوئلایی که به قرن هجدهم میلادی برمی‌گردد، از شیر تغلیظ شده استفاده نمی‌شود، بلکه از شیر معمولی و شکر به نسبت چهار فنجان شیر به یک پوند (۴۵۳ گرم) شکر استفاده می‌شود.
این دسر در جزایر هلندی آروبا، بونیر و کوراسائو در دریای کارائیب نیز محبوب است که همگی در شمال سواحل ونزوئلا واقع شده‌اند.
کِـسیو در اینجا شیرین و ژله‌مانند است، و علیرغم شباهت‌های ظاهری با کرم کارامل، طعمی متمایز دارد.